# 赤手儿
赤手兒（あかてこ）是在陸奧國八戶町（現在的青森縣八戶市）一帶流傳的妖怪。
在某間小學的校園前，生有一株古老的皂莢樹，正如其名是個會伸出紅色的孩童手臂的妖怪。
這棵樹的根部還會跑出17、18歲左右，穿著振袖的美女，據說只要看到少女的身影就會染上熱病。另外在大樹根部還有名為「若宮神社」的祠堂，這座祠堂、少女與赤手兒之間的關連仍舊不明。
在妖怪研究家・佐藤清明所寫的《現行全國妖怪事典》也記載有被稱作「アガテコ」的妖怪，是一種和在香川縣和福島縣妨礙人行走的赤足成對的妖怪。也有人認為赤手兒是和赤足同種的妖怪。。

## 備註
1. 1 2 3 4  佐々木喜善. . 中公文庫. 中央公論新社. 2007: 71頁. ISBN 978-4-12-204892-8.
2. 1 2  村上健司編著. . 毎日新聞社. 2000: 7頁. ISBN 978-4-620-31428-0.
3. ↑  日野巌. . . 中公文庫 下. 中央公論新社. 2006: 226頁. ISBN 978-4-12-204792-1.
4. ↑  今野円輔編著. . 現代教養文庫. 社会思想社. 1981: 36頁. ISBN 978-4-390-11055-6.